# Моццетта
Моццетта (итал. mozzetta) — короткая накидка с капюшоном, которая охватывает плечи и застёгивается на груди. Она является элементом церковного облачения части духовенства Римско-католической церкви: папы римского, кардиналов, епископов и аббатов. Её носят также представители англиканского духовенства. Моццетта обыкновенно имела маленький капюшон сзади, но он был упразднен папой римским Павлом VI.

## Цвет моццетты
Цвет моццетты, которая всегда носится с сутаной и иногда с другими церковными облачениями, представляет иерархический сан человека, носящего её. Епископы носят фиолетовую, а кардиналы — алую моццетту. Так как наиболее светские священники редко носят сутаны, они теперь не надевают моццетты. Некоторые религиозные ордена носят моццетту как религиозную традицию, например — черная моццетта Конгрегации Святого Креста. 

## Папская моццетта
Папа носит пять версий моццетты: летнюю моццетту из красного атласа; зимнюю моццетту из красного бархата, отделанную белым мехом горностая; красную саржевую моццетту, которую носят во время месс за усопших; красную суконную моццетту, которую носят во время Великого поста и Адвента; и пасхальную моццетту из белого дамасского шелка, отделанную белым мехом. Пасхальную моццетту носят только в Пасхальное время. 
Зимняя моццетта и пасхальная моццетта вышли из употребления во время понтификата Иоанна Павла II (1978—2005), но их использование было ненадолго восстановлено Бенедиктом XVI (2005—2013), а затем снова прекращено Франциском (2013—2025). Бенедикт XVI носил зимнюю моццетту во время папского стояния у образа Мадонны возле Испанской лестницы, которая традиционно знаменует начало зимнего сезона в Риме, и он носил её во всех случаях в зимний сезон, когда это облачение было уместно.
Использование моццетты было восстановлено Папой Львом XIV (2025 — настоящее время) после его избрания, вместе с золотым наперсным крестом.

## Символизм
Моццетта является знаком власти. Священники, имеющие сан монсеньоров и являющиеся также пасторами, могут носить черные сутаны с соответствующими пеллегринами, а не моццеттами, отделанными фиолетовыми пуговицами и кантом, только в своих приходах, как достигшие «прикосновения пурпура», соответствующего епископскому сану. Епископы носят свои моццетты из фиолетового муарового шёлка или более простой ткани, с фиолетовыми пуговицами и кантом или, для меньшей официальности, чёрные с амарантовыми пуговицами и кантом, в своих собственных епархиях. Кардиналы могут носить алые моццеты из муарового шёлка в любом месте, исполняя свои обязанности князей Церкви. Папа также носит свою моццетту в любой точке мира, обычно с богато вышитым красным палантином поверх неё, как знак его верховной власти.
Вечером своего избрания в 2013 году Папа Франциск не надел моццетту, появившись на балконе собора Святого Петра в белой папской сутане, увенчанной пеллегриной. Широкую алую папскую столу он надел только тогда, когда даровал благословение urbi et orbi. Его преемник, Папа Лев XIV, решил надеть моццетту для своего первого публичного появления.